# Genoma cloroplástico

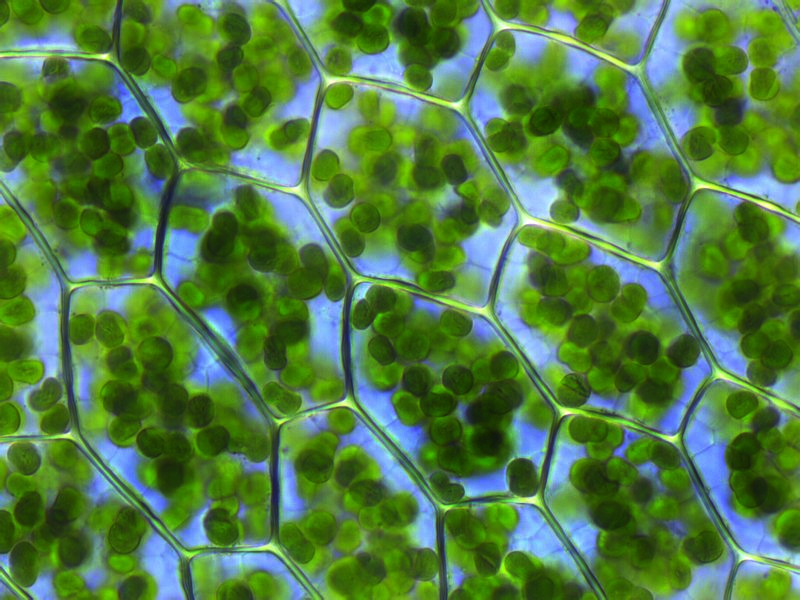
Células vegetales en las que son visibles los cloroplastos.

El genoma cloroplástico, también llamado ADN cloroplástico, es el material genético de los cloroplastos, los orgánulos citoplasmáticos característicos de los organismos autótrofos fotosintéticos, tales como las plantas y las algas verdes. 
El ADN cloroplástico se duplica a sí mismo semi-autónomamente cuando la célula eucariota se divide. Los cloroplastos eucarióticos derivan evolutivamente de las cianobacterias y su ADN es una molécula circular, bicatenaria, que contiene entre 120 y 160 Kpb. Este contenido en ADN es inferior al que presentan las algas verdes, por lo que se supone que a lo largo de la evolución se ha reducido el tamaño del mismo.
El número de las moléculas de ADN dentro de cada cloroplasto suele variar. En las plantas este número oscila entre 20 y 60, mientras que en algas superiores el número es mayor. La organización del ADNCp es muy sencilla ya que posee muy pocas secuencias repetidas, aunque en la mayoría de las especies vegetales se ha demostrado la presencia de una duplicación invertida que incluye genes de ARNt. La secuenciación del ADN de los cloroplastos ha revelado que existen alrededor de 150 genes. Además de los genes del ARNt y del ARNr hay unos 90 genes que están implicados en el funcionamiento del propio cloroplasto, principalmente en el proceso de fotosíntesis. Estos genes suelen agruparse en pequeños nichos cuya organización se ha mantenido a lo largo de la evolución. El orden de estos genes dentro del genoma del cloroplasto, no se ha mantenido constante en todas las especies estudiadas, lo cual indica que en el proceso evolutivo han existido mutaciones cromosómicas estructurales.